# Robobusline
RobobusLine är en planerad busslinje i Helsingfors med helt självstyrda och självgående så kallade robotbussar.
Uppstarten, då bussarna ska gå i reguljär trafik, är enligt ett uttalande av stadens transportansvariga planerad till hösten 2017. Försöken påbörjades 2016 med ett par eldrivna fordon med plats för tolv passagerare vardera. Dessförinnan hade fordonen även testats i ett inhägnat område i Nederländerna och i ett mindre samhälle utanför Helsingfors. RobobusLine kommer, om uppstarten blir av, att vara ett de första projekten med robotbussar i reguljärtrafik i stadsmiljö i världen. 